# Dance, Girl, Dance
Dance, Girl, Dance ist ein US-amerikanischer Spielfilm unter Regie von Dorothy Arzner aus dem Jahr 1940. Der Film, der auf einer Originalgeschichte der Autorin Vicki Baum basiert, gilt als einer von Arzners bekanntesten Filmen und wurde seit den 1970er-Jahren insbesondere in der feministischen Filmwissenschaft wiederentdeckt.

## Handlung
In einem Nachtclub in Akron, Ohio, treten Judy und Bubbles mit ihrer Tanzgruppe auf. Bubbles ist eine charismatische, mit allen Wassern gewaschene Sängerin, Judy steht als fleißige, aber noch wenig erfahrene Ballerina in ihrem Schatten. Beide Frauen finden Jimmy Harris interessant, einen jungen Mann aus reicher Familie, den sie in dem Nachtclub begegnen. Jimmy hat ein Alkoholproblem und ist immer noch in seine Frau Elinor verliebt, die sich von ihm scheiden lassen will. Er entscheidet sich, mit der offensiveren Bubbles den Abend zu verbringen, lässt aber diese aber später links liegen, als er zufällig an Elinor erinnert wird.
Nachdem die Tänzerinnen zu ihrer Mentorin Madame Basilova nach New York zurückkehren, erhält Bubbles ein gut bezahltes Engagement als Burlesque-Künstlerin in einem Nachtclub. Madame Basivola, eine ehemals berühmte Balletttänzerin, arrangiert für Judy ein Treffen mit dem Ballett-Impresario Steve Adams, damit sie bei ihm ihre nächsten Karriereschritte machen kann. Auf dem Weg zu dem Treffen wird Madame Basilova von einem Auto überfahren und stirbt. Judy ist von den Fähigkeiten der anderen Tänzerinnen bei Adams so eingeschüchtert, dass sie sich trotz der freundlichen Worte von der Sekretärin Miss Olmstead nicht traut, bei dem Impressario überhaupt vorzusprechen. Als sie das Gebäude verlässt, trifft sie im Fahrstuhl zufällig auf Steve Adams, der ihr wegen des Regenwetters eine Taxifahrt anbietet. Sie ahnt aber nicht, dass es sich dem Mann um Adams handelt, und lehnt das Angebot ab.
Bubbles hat inzwischen den großen Durchbruch geschafft und ist als Burlesque-Queen „Tiger Lily“ bekannt geworden. Sie bietet der finanziell klammen Judy einen Job als Sidekick ihrer Burlesque-Show an. Die schüchterne Ballerina Judy tritt in der Show als Kontrastprogramm zu Bubbles auf. Sie wird von dem Publikum solange ausgebuht, bis Bubbles wieder strahlend die Bühne betritt. Eines Abends besuchen Jimmy und Steve Adams beide eine Vorstellung. Judy geht anschließend mit Jimmy aus, während sie eine Karte, die Adams für sie hinterlassen hatte, zerreißt. Jimmy und Judy verstehen sich gut und meinen, ineinander verliebt zu sein. Doch am nächsten Abend kommt es, als sie in einem Nachtclub sitzen, zum Eklat: Jimmy schlägt „Puss in Boots“, den Anwalt und neuen Ehemann seiner Ex-Frau, nieder. Die Zeitungen schlachten das am nächsten Tag gehörig aus. Umschwärmt von Reportern sitzt der betrunkene Jimmy nun vor Judys Wohnung, doch sie lässt ihn nicht hinein. Bubbles erscheint – sie ist ohnehin sauer, dass Judy ihr Jimmy „weggenommen“ hat, vor allem nachdem sie von dessen großem Vermögen erfahren hat. Sie nimmt den betrunkenen, tieftraurigen Jimmy unter ihre Fittiche und schleppt ihn vor das nächste Standesamt.
Unmittelbar vor der abendlichen Vorstellung erfährt Judy, dass Bubbles und Jimmy geheiratet haben. Zuvor hatte Judy alle Demütigungen geduldig ertragen, doch während der Vorstellung bricht es aus ihr heraus: Sie bricht ihre Nummer ab und erklärt dem gröhlenden, überwiegend männlichen Publikum, dass sie sie nur heruntermachen und objektifizieren würden, um Langeweile, eigene Probleme und Minderwertigkeitskomplexe zu verdrängen. Anschließend kommt es zwischen ihr und Bubbles zu einem handfesten Kampf um Jimmy auf der Bühne. Judy wird vor Gericht gestellt, da sie den Kampf begonnen hatte. Der Richter sympathisiert mit Judy, sie erhält zehn Tage im Gefängnis oder eine Strafe von 50 US-Dollar, letztere wird später von Steve bezahlt. Judy sorgt dafür, dass Jimmy wieder mit seiner Ex-Frau Elinor zusammenkommt, da diese die Frau sei, die er stets geliebt habe. Bubbles akzeptiert das, zumal sie sich auf eine große Abfindungssumme von Jimmy freuen kann. Am nächsten Tag trifft Judy auf Steve, der ankündigt, dass er sie zu einer großen Tänzerin machen wolle.

## Produktionshintergrund
Dance, Girl, Dance war einer der wenigen Filme, die Erich Pommer – einstmals einer der wichtigsten Filmproduzenten der deutschen Filmindustrie – in seinem Exil in Hollywood realisieren konnte. Als Artdirectors wirkten Van Nest Polglase und Darrell Silvera an dem Film mit. Der Kostümbildner war Edward Stevenson.
Ursprünglich sollte Roy Del Ruth den Film inszenieren, er wurde allerdings kurz nach Beginn der Dreharbeiten gefeuert. Daraufhin wurde Dorothy Arzner auf den Regiestuhl verpflichtet, die zu diesem Zeitpunkt die einzige Regisseurin im Hollywood-Geschäft war. Sie nahm einige Änderungen am Drehbuch vor, so rückte sie insbesondere die Beziehungen zwischen den beiden sehr unterschiedlichen Frauen Bubbles und Judy ins Zentrum. Die Figur des Tanzlehrers war ursprünglich im Drehbuch männlich angelegt worden und wurde für Maria Ouspenskaya in eine Frauenrolle umgeschrieben. Für Arzners Biografin Judith Mayne spiegelt sich Arzner in der  Figur der Madame Basilova selbst wider, die ähnlich wie Arzner einen recht maskulinen Kleidungsstil pflegt und als Mentorin für die jungen Frauen fungiert. Möglicherweise gab es aber auch pragmatischere Gründe für den Geschlechterwechsel der Rolle, denn der eigentlich besetzte Maurice Moscovitch starb kurz nach Beginn der Dreharbeiten. Maria Ouspenskaya war als gefeierte Charakterdarstellerin mit ähnlichem Alter und osteuropäischem Akzent wie Moscovitch wohl ohnehin eine naheliegende Wahl.

## Auszeichnung
2007 wurde der Film in das National Film Registry als erhaltenswerter amerikanischer Film aufgenommen. In der Begründung wurde der Film als „faszinierendster“ Film von Arzner bezeichnet, der Fragen über die Disparität von Kunst und Kommerz stelle.

## Kritiken
Nach seiner Premiere im August 1940 war der Film ein kommerzieller Flop. Während die zeitgenössischen Kritiken eher gemischt ausfielen, wurde Dance, Girl, Dance in der Filmkritik seit den 1970er-Jahren wiederentdeckt. Heute gilt der Film als einer der bekanntesten und besten Filme von Arzner, die als wichtigste Filmregisseurin des klassischen Hollywood-Kinos gilt. Auch daher wird der Film insbesondere in der feministischen Filmtheorie eingängig besprochen. Die amerikanische National Society of Film Critics nahm den Film im Jahr 2002 in ihre Liste der „100 essentiellsten Filme“ auf.
Bosley Crowther spekulierte in der New York Times vom 11. Oktober 1940, der Produzent Pommer habe wohl eine Saga über glamouröse Chormädchen machen wollen, die alle bisherigen Sagen über glamouröse Chormädchen übertreffen wolle. Das sei ihm „fast gelungen“ – die Rollen seien bis auf Maureen O’Hara (laut Crowther „tüchtig, aber stark fehlbesetzt“) kompetent besetzt und die Inszenierung sei „pompös“. Lucille Ball bringe „gelegentlichen Schwung“ in den Film und insbesondere mit ihren Burlesque-Nummern „zieht sie den Hays Code blank“, so Crowther. Doch die Story des Filmes sei nur eine „klischeebeladene, verdrehte Wiederholung“ altbekannter Geschichten über die Schwierigkeiten und Schmerzen einer Künstlerin auf ihrem Weg zur Berühmtheit. Der Film sei „keine Kunst“.
In einer Kritik aus dem 21. Jahrhundert schrieb Richard Brody in The New Yorker über den Film. Er trage seinen Titel zurecht, denn „sein Thema ist wirklich das Tanzen“. Arzner führe mit „Faszination und Enthusiasmus“ die Regie, die Choreografie zeichne sich dadurch aus, dass sie teilweise den Blickwinkel der Zuschauer einnehme und die Tänzerinnen sich stets bewusst seien, dass sie beobachtet werden. Die Regisseurin Arzner zeige „Tänzerinnen, die die sabbernden Blicke von Männern aushalten“. An dieser Stelle würden sich die „zwei Vektoren der Geschichte schneiden – Kunst gegen Kommerz und Liebe gegen Lust“. Arzners Film sei eine „idealistische Lobrede auf die höheren Bereiche kreativer und romantischer Erfüllung“, zugleich „auf harsche Weise realistisch über die Degradierungen, die Frauen in der Unterhaltungsindustrie aushalten (...)“.
Dave Kehr vom Chicago Reader meinte: „Die Themen sind Freundschaften unter Frauen und die Verwirklichung einer Frau, und es ist einer von Arzners kohärentesten und gelungensten Filmen.“
Für Michael Kienzl von critic.de lebt der Film vom Gegensatz zwischen „Populär- und Hochkultur, jedoch ohne das eine gegen das andere ausspielen zu müssen.“ Die beiden Hauptcharaktere würden „nicht für die gute und die schlechte Seite derselben Sache stehen, sondern für unterschiedliche Lebensmodelle und Bedürfnisse“. Klar mache Arzner aber, dass man sein Glück nicht finde, wenn man allen nur gefallen will – was etwa in der Szene deutlich wird, in der Judy sich an das Publikum wendet. Diese Szene sei von der feministische Filmkritik als bedeutend eingestuft worden, „weil sich darin eine Frau dem (überwiegend) männlichen, objektivierenden Blick entzieht, um einfach mal zurückzuglotzen.“ Zugleich handele diese Szene aber auch das Verhältnis zwischen Künstler und Zuschauer ab, erstere müssten auf der Bühne hart arbeiten, letztere würden schnell überheblich werden und durch ihr Verhalten selbst Teil einer Inszenierung werden.

## Veröffentlichung
- Dance, Girl, Dance. The Criterion Collection (DVD und Bluray), 2020. Mit ausführlichen Essays und Extras zum Film.